# Full Surface Records
Full Surface Records est un label discographique de hip-hop américain, situé à New York, dans l'État de New York. Il est fondé en 2000 par le producteur Swizz Beatz, et appartient à J Records ainsi qu'à Interscope. Mais le label a la réputation de « faire affaire » avec d'autres labels. Full Surface distribue également ThugLine Records, label fondé par Wish Bone et Krayzie Bone de Bone Thugs-N-Harmony. 

## Histoire
Swizz Beatz fonde Full Surface Records avec l'aide du rappeur Cassidy qu'il signe à son label en 2003,. Cassidy publie son album I'm a Hustla au label le 28 juin 2005. En 2006, Bone Thugs-N-Harmony signe un contrat avec Interscope Records via le label Full Surface de Swizz Beatz. En 2007, Drag-On signe sur Full Surface,. DMX voulait également signer sur Full Surface mais a finalement choisi Sony Urban Music. Bone Thugs-N-Harmony publient leur LP Lil Love, et Swizz Beatz son LP Money In The Bank, sur Full Surface Records le 5 juin 2007,.
En 2010, Cassidy annonce son départ de Full Surface. Un freestyle intitulé Speak to the Hood de DJ Absolut, extraite de la série de mixtapes Mixtape Mondays, est publié.

## Artistes
- Swizz Beatz, fondateur/PDG.
- Cassidy, rappeur de Philadelphie, reconnu pour son single à succès I'm a Hustla et ses freestyles. Signé aussi sur Ruff Ryders.
- Mashonda, chanteuse de RnB new-yorkaise. Elle est mariée à Swizz Beatz.
- Yung Wun, sudiste reconnu pour son hit Tear It Up.
- Larsiny Family, groupe de Philadelphie, affilié avec Cassidy.
- Bone Thugs-N-Harmony, groupe légendaire de Cleveland, connu pour leur flow rapide et leurs harmonies vocales
- Eve, rappeuse, mieux connu pour son affiliation avec Ruff Ryders.
- Drag-On, ancien membre de Ruff Ryders.
- Problem Child, auteur-compositeur originaire de New-York.

## DJs et producteurs
- The Individualz, groupe de producteur qui ont produit des chansons pour Bone Thugz-N-Harmony.
- Vinylz, producteur de New-York qui a produit des chansons pour Drag-On, Swizz Beatz, Cassidy et Larsiny Family.
- Snags, producteur qui a produit pour Swizz Beatz.

## Discographie
- 2002 : Swizz Beatz - Presents G.H.E.T.T.O. Stories
- 2004 : Cassidy - Split Personality
- 2004 : Yung Wun - The Dirtiest Thirstiest
- 2005 : Cassidy - I'm a Hustla
- 2005 : Mashonda - January Joy (Japon seulement)
- 2007 : Bone Thugs-N-Harmony - Strength and Loyalty
- 2007 : Swizz Beatz - One Man Band Man
- 2007 : Cassidy - B.A.R.S. The Barry Adrian Reese Story